# كاميرون سميث (لاعب غولف)
كاميرون سميث (بالإنجليزية: Cameron Smith)‏ هو لاعب غولف أسترالي، ولد في 18 أغسطس 1993 في بريزبان في أستراليا.

## وصلات خارجية
- كاميرون سميث على موقع رابطة لاعبي الغولف المحترفين (الإنجليزية)
- كاميرون سميث على موقع رابطة اليابان للاعبي الغولف المحترفين (الإنجليزية)
- كاميرون سميث على موقع التصنيف العالمي الرسمي للغولف (الإنجليزية)
- كاميرون سميث على موقع أوليمبيديا (الإنجليزية)